# Tankendō

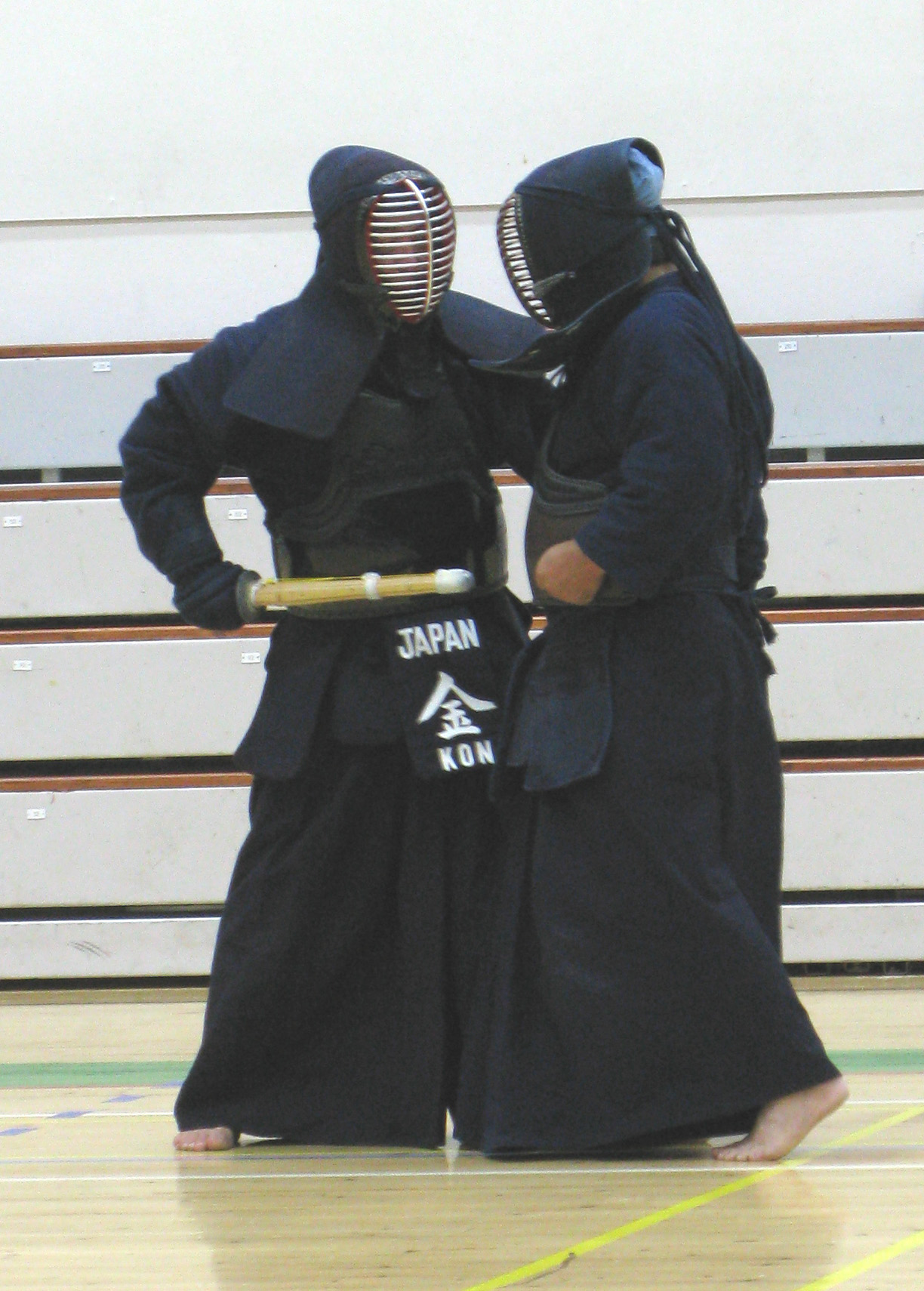
Tankendō-Kämpfer

Tankendō (jap. 短剣道) ist eine japanische Kampfsportart, bei der mit einem Kurzschwert oder Grabenmesser gekämpft wird.
Tankendō ähnelt dem Kendō (Schwertkampf), orientiert sich aber mehr am Jūkendō (Bajonettkampf). Es wird ein Keikogi, ein Hakama und eine Bogu getragen. Die Trainingswaffe ist wie das kurze Shinai (Shōtō) im Kendo aus vier Bambusstreben mit einer Lederspitze und einem Ledergriff aufgebaut. Es ist mit 53 cm Länge und einem Gewicht von 250 g jedoch kleiner als ein Shōtō.
Wettkämpfe werden auf einer Fläche von zehn mal zehn Metern ausgetragen. Es werden dabei Stöße zum Bauch und Kehle ausgeführt. Hiebe gehen zum Kopf und zum Handgelenk.
Der Ursprung dieser Techniken geht auf die Zeit der Ausrüstung mit westlichen Waffen zurück (Meiji-Restauration) und basiert neben dem japanischen Kurzschwertfechten auf französischen und – im geringeren Maße – auf deutschen Bajonett- und Säbelfechttechniken.
Seit 1978 wird Tankendō durch die Alljapanische Jūkendō Föderation betrieben. Die überwiegende Mehrheit der Praktizierenden in Japan sind Angehörige der Selbstverteidigungsstreitkräfte.